# Moto Trail
Moto Trail is een historisch merk van motorfietsen.
Rolo Moto inc. was een Canadees bedrijf dat in de jaren zeventig een kleine terreinmotor met een 180cc-Solo-blokje bouwde. Het machientje viel vooral op door de zeer dikke ballonbanden. 